# Henry Miller
Henry Valentine Miller (Manhattan, New York, 26 de dezembro de 1891 – Los Angeles, 7 de junho de 1980) foi um escritor norte-americano.
Seu estilo é caracterizado pela mistura de autobiografia com ficção. Muitas vezes lembrado como escritor pornográfico, escreveu também livros de viagem e ensaios sobre literatura e arte. O autor foi homenageado pelo célebre crítico Otto Maria Carpeaux em prefácio para o livro O Mundo do Sexo, editora Pallas 1975, Rio de Janeiro.
Uma de suas amantes foi a escritora Anais Nin. Há um filme ficcional sobre o período da vida em que eles se conheceram, Henry and June, baseado nos diários de Anaïs.

## Biografia
Henry passou sua infância na Avenida Driggs em Williamsburg, Brooklyn, Nova Iorque. Mais tarde em sua juventude, era ativo no Partido Socialista (seu ídolo era o socialista negro
Hubert Harrison). Tentou vários tipos de serviços e, por curto período, frequentava aulas no City College of New York. Tanto em 1928 quanto em 1929, passou diversos meses em Paris com sua segunda esposa, June Edith Smith (June Miller). Se mudou sozinho para Paris no ano seguinte, onde morou até a eclosão da Segunda Guerra Mundial. Ele viveu em condições precárias, dependendo da benevolência de amigos, tais como Anaïs Nin, que tornou-se sua amante e financiou a primeira impressão do Trópico de Câncer em 1934.
O livro sofreu dificuldades de distribuição, sendo banido em alguns países sob a acusação de pornografia. No outono de 1931, Miller trabalhou na Chicago Tribune (edição parisiense) como revisor, graças a seu amigo Alfred Perlès que trabalhou lá. Miller obteve a oportunidade de apresentar alguns dos seus artigos sob o nome de Perlès, desde que somente a equipe editorial era autorizada a publicar no jornal em 1934.Seus trabalhos continham relatos detalhados de experiências sexuais e seus livros trouxeram muito a discussão livre de assuntos de cunho sexual, na literatura norte americana, partindo tanto de restrições legais e sociais.
Ele continuou a escrever romances que foram banidos nos Estados Unidos 
sob acusação de obscenidade. A maior parte de sua obra gira em torno de sua segunda esposa June Mansfield. Em especial a trilogia Crucificação Encarnada. O casal se separou em 1934. Henry voltaria a se casar outras vezes. Durante a Segunda Guerra Mundial voltou para os Estados Unidos. Passou a ser um escritor prolífico e obteve grande sucesso após a liberação de suas obras na década de 60. Um memorial dedicado a sua obra é mantido em Big Sur, Califórnia, onde morou de 1944 a 1962. O governo Brasileiro proibiu a venda da tradução de Trópico de Câncer na década de 70, porém o livro permanecia sendo vendido no original em inglês. Otto Maria Carpeaux seria um responsável pela divulgação e reconhecimento literário das obras de Miller no país.

## Literatura erótica
Henry Miller tornou-se um clássico quando publicou a trilogia "Sexus, Plexus, Nexus", que ele chamou "A Crucificação Encarnada". Como nos outros livros, esses romances narram trechos de sua própria vida, embora ele negasse. Sobre seu processo, declarou: "fiz uso, ao longo desses livros, de irruptivos assaltos ao inconsciente, tais como sonhos, fantasia, burlesco, trocadilhos pantagruélicos, etc, que emprestam à narrativa um caráter caótico, excêntrico, perplexo". Tudo isso é verdade, mas também o é que Miller vivia na pândega e descrevia isso.
Embora a obra de Henry Miller se tenha tornado, para parte do público e crítica, sinônimo de literatura erótica, há também muitas passagens filosóficas em seu livros mais famosos, obras nada obscenas ou lascivas. Por exemplo, "Big Sur e As Laranjas de Hieronimus Bosch" tem como eixo principal a narrativa prosaica dos dias em que a personagem autobiográfica de Miller vive, com sua penúltima mulher e filhos, na isolada, pacata e "mística" região de Big Sur, na Califórnia (EUA). O mote da obra é um descrição repleta de digressões e recortes de episódios já narrados em outros livros com o fim de comparar as peculiaridades "puras" de Big Sur com os que detêm completamente as confortáveis benesses e também as tragédias comportamentais da pós-modernidade.
Outra obra que passa longe de temas e motivos eróticos é "Colosso de Marússia". O livro baseia-se numa viagem feita pelo autor à Grécia, antes da eclosão da Segunda Guerra Mundial, em 1939. Na verdade, vê-se, ao longo de todo o livro, um Miller deslumbrado com a magnanimidade da cultura ancestral grega, assim como faz uso das descrições e análises do povo grego para contrapor a simplicidade à "civilização da guerra" - representada, muitas vezes, por referências ao nova-iorquino médio.

## Principais obras
- Crazy Cock, 1934
- Trópico de Câncer, 1934.
- Opus Pistorum (novela pornográfica), 1936
- Primavera negra, 1936.
- Trópico de Capricórnio, 1939.
- Dias de paz em Clichy, 1939.
- O Mundo do Sexo, 1940.
- O Colosso de Marússia, 1941.
- Sabedoria do Coração (ensaios), 1941.
- Brasil: Pesadelo Refrigerado / Portugal: O Pesadelo de Ar Condicionado, 1945.
- O Sorriso ao pé da escada, 1948.
- Sexus [Crucificação Encarnada vol. 1 // Livro Primeiro da Rosa-Crucificação (Portugal)], 1949.
- Os Livros da Minha Vida, 1952.
- Plexus [Crucificação Encarnada vol. 2 // Livro Segundo da Rosa-Crucificação (Portugal)], 1953.
- Big-Sur e as laranjas de Hieronymus Bosch, 1957.
- Nexus [Crucificação Encarnada vol. 3 // Livro Terceiro da Rosa-Crucificação (Portugal)], 1960.
- A Hora dos Assassinos (Um Estudo sobre Rimbaud).